# قينا
قينا (باللغة المندائية الكلاسيكية: ࡒࡀࡉࡍࡀ)، والمعروف أيضًا باسم تيشْرِين (باللغة المندائية الكلاسيكية: ࡕࡉࡔࡓࡉࡍ)، هو الشهر التاسع في التقويم المندائي، الذي يستخدمه أتباع الديانة المندائية في العراق وإيران. يُعرف شهر قينا بأهميته الدينية والطقسية، حيث يرتبط بمجموعة من الطقوس والاحتفالات، أبرزها الصيام الخفيف الذي يُمارس في اليوم الأول من الشهر.

## أصل التسمية
- قينا: الاسم المندائي الأصلي للشهر، ويُعتقد أن له دلالات فلكية مرتبطة بالكوكبة الفلكية الميزان (Libra)،[2] والتي ترمز إلى التوازن والعدالة.[6] كلمة "قينا" تعني حرفيًا 'القصب'،[7]:210
- تيشْرِين: اسم بديل مستخدم في بعض المصادر، ويرتبط غالبًا بالأسماء الأشورية-الآرامية للشهور.[3]

## ترتيب الشهر ومواصفاته
- الترتيب: التاسع في التقويم المندائي.[3]
- عدد الأيام: 30 يومًا.[3]
- الموسم: يقع ضمن فصل الصيف في التقويم المندائي التقليدي.[3]
- الشهر السابق: شومبُلْتَا (Šumbulta).[3]
- الشهر التالي: أَرْقَبَا (Arqeba).[3]

## الطقوس والممارسات الدينية
أهم الطقوس المرتبطة بشهر قينا هو الصيام الخفيف في اليوم الأول من الشهر.
- الصيام الخفيف (Ṣauma): يتضمن الامتناع عن تناول اللحوم، ويهدف إلى التطهير الروحي والابتعاد عن الشهوات الدنيوية.[6]
- الغرض الروحي: يُنظر إلى هذا الصيام كوسيلة لاستعادة الانسجام الداخلي والتقرب إلى الله، وهو جزء من ممارسات المندائيين للتقوى والطهارة.[6]

بالإضافة إلى اليوم الأول، تُمارس أحيانًا صلوات خاصة وتذكارات جماعية للأنبياء والشخصيات الدينية المندائية خلال الشهر، وفقًا لتقاليد المجتمعات المندائية في العراق وإيران.

## التقويم المندائي
يعتمد المندائيون على تقويم شمسي مكون من 12 شهرًا، كل شهر يحتوي على 30 يومًا. لتعويض الأيام الزائدة في السنة الشمسية، يتم إدخال شهر إضافي يُعرف باسم شومبُلْتَا بين الشهر الثامن والتاسع، ويشمل خمسة أيام تُسمى باروانايا (Parwanaya), وهي أيام مخصصة للاحتفالات الدينية والتعميد الجماعي.

## الرمزية الفلكية
يرتبط اسم قينا بالكوكبة الفلكية الميزان (Libra), ويُعتقد أن لهذه الكوكبة دلالات روحية في المندائية، حيث تمثل التوازن بين الخير والشر. بعض المصادر تشير إلى ارتباط هذه الكوكبة بالملكة روها, وهي شخصية رمزية في المندائية تعتبر حاكمة عالم الظلام والأم الحاكمة للكواكب.

## الأهمية الثقافية والاجتماعية
شهر قينا ليس مجرد فترة زمنية؛ بل يمثل عنصرًا هامًا في الهوية الدينية والثقافية للمندائيين. إذ تساهم الطقوس المتعلقة بهذا الشهر في تعزيز الروابط الاجتماعية بين أفراد المجتمع، وفي نقل التراث الديني عبر الأجيال.